# Grozești (Mehedinți)
Pour les articles homonymes, voir Grozești.
Grozești est une commune roumaine du județ de Mehedinți, dans la région historique de l'Olténie et dans la région de développement du Sud-Ouest.

## Géographie
La commune de Grozești est située à l'est du județ, à la limite avec le județ de Gorj, à 8 km à l'est de Strehaia et à 52 km à l'est de Drobeta Turnu-Severin, la préfecture du județ.
Elle est composée des quatre villages suivants (population en 2002) :
- Cârceni (1 033) ;
- Grozești (557), siège de la municipalité ;
- Păsărani (349) ;
- Șușița (334).

## Histoire
La commune a fait partie du royaume de Roumanie dès sa création en 1878.

## Religions
En 2002, 83,45 % de la population étaient de religion orthodoxe et 12,23 % étaient baptistes.

## Démographie
En 2002, les Roumains représentaient la totalité de la population. La commune comptait 1 200 ménages et 985 logements.
| 1992  | 2002  | 2007  |
| ----- | ----- | ----- |
| 2 233 | 2 273 | 2 195 |

## Économie
L'économie de la commune est axée sur l'agriculture (viticulture), l'élevage et l’exploitation des forêts.

## Lieux et monuments
- Șușița, église St-Nicolas (Sf Nicolae) de 1704, classée monument historique.